# Az utolsó csavar
Az utolsó csavar (eredeti cím: Trouble with the Curve) 2012-ben bemutatott amerikai sport-dráma, melyet Robert Lorenz rendezett és Randy Brown írt. A főszerepet Clint Eastwood, Amy Adams, Justin Timberlake, Matthew Lillard és John Goodman alakítja.
A forgatás 2012 márciusában kezdődött, a film 2012. szeptember 21-én került bemutatásra a Warner Bros. Pictures által. Magyarországon DVD-n jelent meg szinkronizálva. Ez volt Eastwood első színészi projektje a 2008-as Gran Torino óta, és az első színészi szerepe egy olyan filmben, amelyet nem ő rendezett az 1995-ös Casperben felbukkanó cameoszerepe óta.

## Cselekmény
Az Atlanta Braves baseballcsapat veterán felderítője, az öregedő baseball-felügyelő Gus Lobel (Clint Eastwood) lassan lemarad a szakmában. Korábbi szakmai életéhez hasonlóan most is olvassa az újságban az eredményeket, és figyeli a játékosokat a pályán. A többi tehetségkutatóval ellentétben ő nem használ számítógépet vagy statisztikai elemzést a munkájához. Gus makuladegenerációban szenved, és ezért egyre több gondja van a látásával. Erről azonban nem szól a feletteseinek. Ettől függetlenül ők azonban azt tervezik, hogy nem hosszabbítják meg a hamarosan lejáró szerződését.
Lánya, Mickey Lobel hamarosan partner lehet abban az ügyvédi irodában, ahol hét éve dolgozik. Miután édesanyját korán elvesztette, gyermekkorában édesapjával töltötte az időt, aki sokat tanított neki a baseballról.
Pete Klein, apja barátja és kollégája megkéri, hogy látogassa meg az apját, mert aggódik érte. Gus orvosától Mickey megtudja, hogy apjának szemproblémái vannak, és elmegy hozzá. Gus azonban nem akar beszélni a betegségéről.
Mivel Mickey továbbra is aggódik az apja miatt, kivesz néhány nap szabadságot, és elmegy az apja házába, hogy segítsen neki a játékosok megfigyelésében.
Gus vonakodva viszi magával lányát, a zseniális ügyvéd Mickey-t (Amy Adams) legújabb észak-karolinai útjára, hogy felfedezzen egy új tehetséget, Bo Gentry-t (Joe Massingill).
A pálya szélén találkoznak Johnny „Flames” Flanagannel (Justin Timberlake), a Boston Red Sox fiatal játékosmegfigyelőjével, akit barátság fűz Gushoz, mivel még baseballjátékosként fedezte fel őt. Johnny szintén tehetségkutatóként szűri a fiatal baseballjátékosokat. Egyik karja sérüléséig Johnny maga is játékos esélyes volt.
Johnny megkéri Mickey-t, hogy menjen el vele vacsorázni, de a lány visszautasítja. Néhány nappal később Gus nyomást gyakorol a lányára, hogy menjen el inni Johnnyval. A következő napokban lassan közelebb kerül egymáshoz Johnny és Mickey, egy késő esti fürdőzés során a tóban megcsókolják egymást.
Gus szerződése az Atlanta Braves-nél hamarosan lejár, és az ő javaslata az első főiskolai válogatottságra fontos; a szerződéshosszabbítás függ tőle. Gus azt mondja főnökének és barátjának, Pete Klein-nek (John Goodman), hogy ne vegye meg Bo Gentry-t, mert a fiatal jelöltnek gondjai vannak a görbe labdákkal (Mickey megerősíti az apja gyanúját), de a Braves egy másik fiatal atlantai vezető, Phillip Sanderson (Matthew Lillard) nyomására mégis szerződteti. Gus és Mickey felháborodik a csapat döntésén, és hazatérnek.
Távozása előtt Mickey felfedezi a szálloda területén a hotel szobalányának fiát, egy tehetséges és ismeretlen dobót, Rigoberto „Rigo” Sanchezt (Jay Galloway), és bár ez szokatlan, de úgy dönt, hogy elviszi a Braves stadionjába, a Turner Field-re próbajátékra, és megmérkőzteti Bo Gentryvel, ahol bebizonyosodik a csapat hibája, hogy Gus ajánlása ellenére Gentryt szerződtette. Végül úgy döntenek, hogy Sanchezt alkalmazzák, és Mickey lesz az ügynöke.
Mivel Mickey már több napja nincs az irodában, lemarad egy fontos ügytől. Ez a partneri kinevezését veszélyezteti. Ezután kételkedni kezd ügyvédi karrierjében.
Veszekedés tör ki Mickey és az apja között, mivel Mickey úgy érzi, hogy édesanyja halála után elhanyagolta az apja. Gus azonban nem akarta tovább kitenni a lányát a bizonytalan életnek, és attól félt, hogy nem lesz képes megvédeni őt. Ezért gyermekkorában Mickey-t egy évre a nagynénjénél hagyta, később pedig bentlakásos iskolába küldte. Gus a vita miatt elhagyja a szállodát, ahol megszálltak.
Vince (Robert Patrick), a csapat menedzsere meg akarja hosszabbítani Gus szerződését, aki csak annyit válaszol, hogy még átgondolja. Pillanatokkal később az ügyvédi iroda felhívja Mickey-t, hogy közölje vele, hogy partnerré akarják tenni az irodában, mire ő csak annyit válaszol, hogy majd meggondolja.

## Szereplők
| Szerep                  | Színész                | Magyar hang     |
| ----------------------- | ---------------------- | --------------- |
| Gus Lobel               | Clint Eastwood         | Reviczky Gábor  |
| Mickey Lobel, Gus lánya | Amy Adams              | Ruttkay Laura   |
| Johnny Flanagan         | Justin Timberlake      | Simon Kornél    |
| Phillip Sanderson       | Matthew Lillard        | Rajkai Zoltán   |
| Schwartz                | Jack Gilpin            | Kardos Róbert   |
| Pete Klein              | John Goodman           | Hollósi Frigyes |
| Vince                   | Robert Patrick         | Tarján Péter    |
| Billy Clark             | Scott Eastwood         | Molnár Áron     |
| Max                     | Ed Lauter              | Csuha Lajos     |
| Smitty                  | Chelcie Ross           | Rosta Sándor    |
| Lucious                 | Raymond Anthony Thomas | Tóth Zoltán     |
| Watson                  | Bob Gunton             | Harsányi Gábor  |
| Rosenbloom              | George Wyner           | Orosz István    |

## Médiakiadás
Az utolsó csavar DVD-n és Blu-Ray-en 2012. december 8-án jelent meg.

## Fordítás
- Ez a szócikk részben vagy egészben  a   Trouble with the Curve című angol Wikipédia-szócikk fordításán alapul.  Az eredeti cikk szerkesztőit annak laptörténete sorolja fel. Ez a jelzés csupán a megfogalmazás eredetét és a szerzői jogokat jelzi, nem szolgál a cikkben szereplő információk forrásmegjelöléseként.
- Ez a szócikk részben vagy egészben  a   Trouble with the Curve című spanyol Wikipédia-szócikk fordításán alapul.  Az eredeti cikk szerkesztőit annak laptörténete sorolja fel. Ez a jelzés csupán a megfogalmazás eredetét és a szerzői jogokat jelzi, nem szolgál a cikkben szereplő információk forrásmegjelöléseként.